# Place du Grand-Cerf

Située sur l'ancienne Route nationale 308, la place du Grand-Cerf est un des plus importants carrefours de la ville de Bezons, et le point de départ Nord du pont de Bezons. 

## Historique

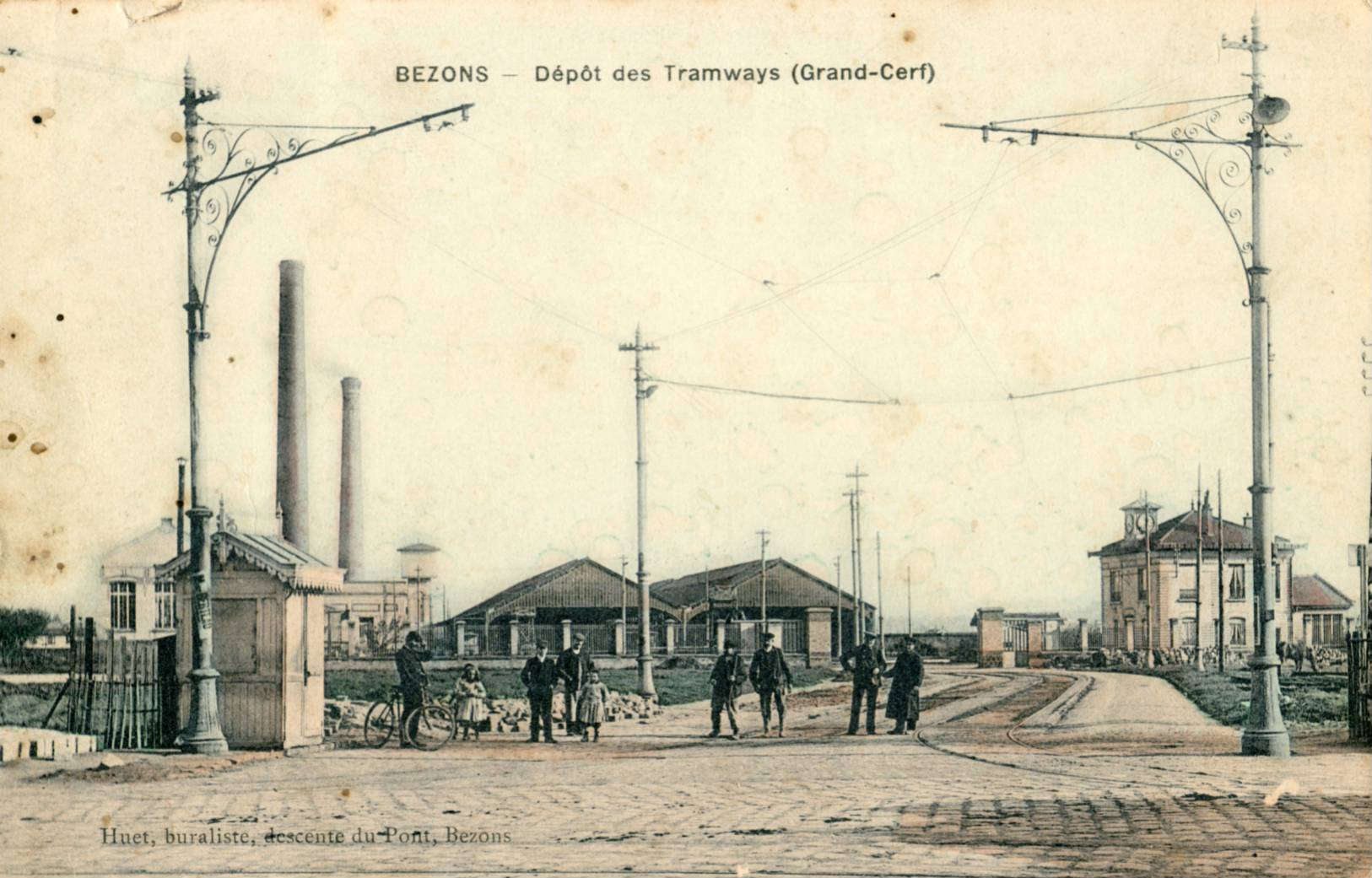
Dépôt des tramways à Bezons-Grand-Cerf vers 1900 au-delà du pont de Bezons.

Cette place tire son nom d'un ancien hameau du Grand Cerf situé au même endroit, et dépendant de Bezons.